# بالا و پایین فیلم
بالا و پایین فیلم (انگلیسی: High&Low The Movie) یک فیلم اکشن به زبان ژاپنی محصول ۲۰۱۶ به کارگردانی شیگه‌آکی کوبو و گروه بازیگر نه تنها شامل تعداد زیادی از اعضای گروه Exile Tribe برای نمونه، تاکا نوری ایواتا، آکیرا (بازیگر)، شو آئویاگی، تاکاهیرو تاساکی و هیرومی توساکا است همچنین بازیگرانی مانند کن تو هایاشی، ماساتاکا کوبوتا و یوکی یامادا در این فیلم شرکت داشته‌اند.